# Philautus bombayensis
Philautus bombayensis är en groddjursart som först beskrevs av Annandale 1919.  Philautus bombayensis ingår i släktet Philautus och familjen trädgrodor. Inga underarter finns listade i Catalogue of Life.